# Карасума, Сэцуко
Сэцуко Карасума (яп. 烏丸 せつこ Карасума Сэцуко, род. 3 февраля 1955 года, Оцу, Хоккайдо, Япония) — японская модель и актриса. Обучалась в Университете Тюкё, но бросила обучение ради карьеры модели. Начала карьеру в качестве Девушки Clarion, в скором времени стала позировать обнажённой для журналов. В 1980 году состоялся её дебют как актрисы, в эротическом фильме «Четыре Сезона — Нацуо», за который она получила премию Золотая стрела в номинации «Новичок года», а также была номинирована на премию Японской Киноакадемии в номинации «Лучшая женская роль». С того времени Карасума периодически снимается в кино, хотя преимущественно в заурядных второстепенных ролях.